# Hahnenkamm (Tannheimer Berge)

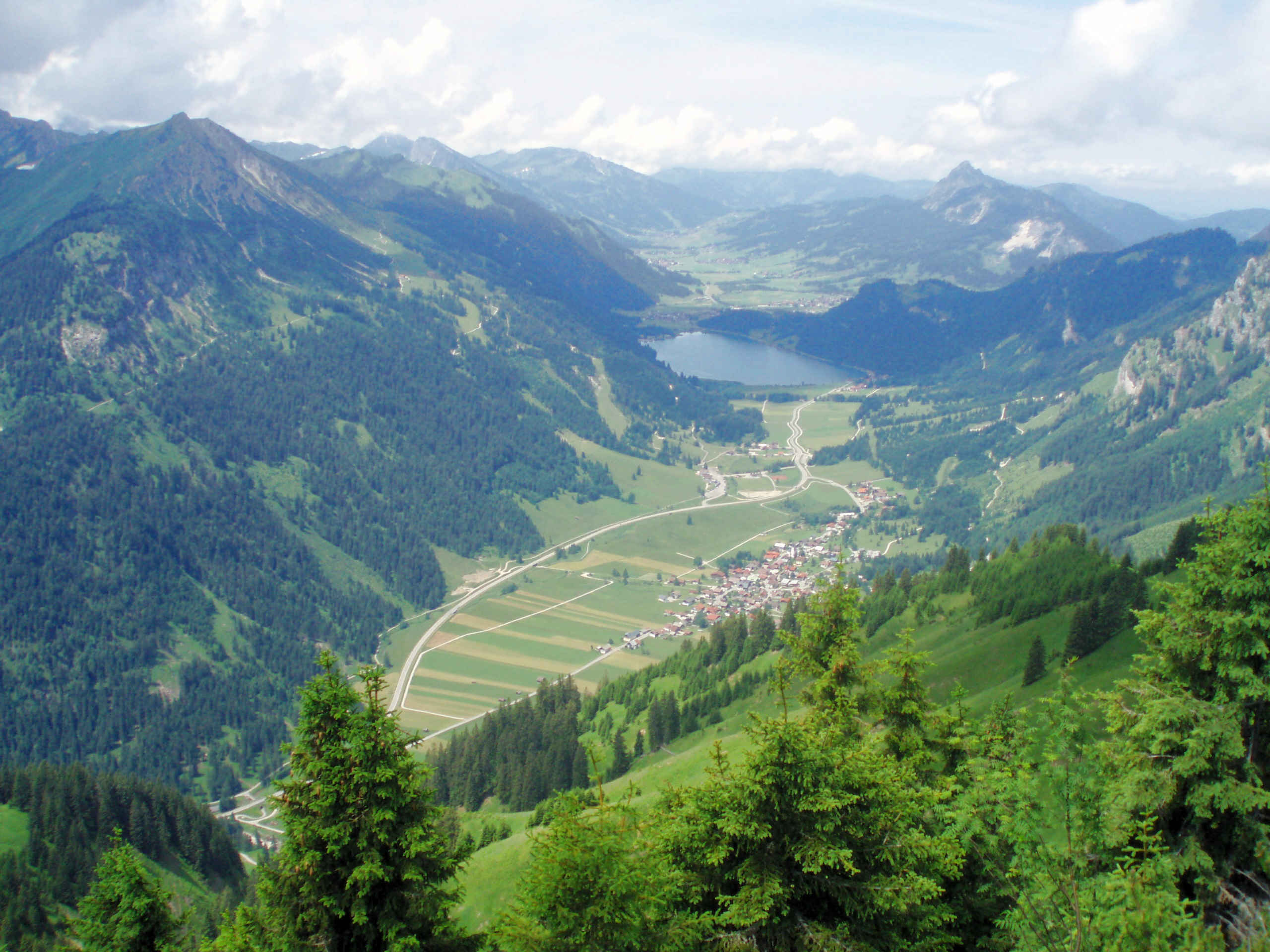
Blick vom Hahnenkamm auf Nesselwängle und den Haldensee

Der Hahnenkamm ist ein 1938 m ü. A. hoher Berg in den Allgäuer Alpen. Er liegt im Grenzgebiet der Gemeinden Höfen, Wängle und Weißenbach am Lech im Außerfern in Tirol.
Er beherbergt mit den Reuttener Seilbahnen das größte Schigebiet im Reuttener Becken. Er wird im Sommer als touristisches Wandergebiet und als landwirtschaftliches Weidegebiet für die Viehzucht genutzt. Vom Berg besteht Aussicht auf das Reuttener Becken (im Osten bis zur Zugspitze) und auf einen Paragleiterstartplatz.
Auf dem Gipfel des Hahnenkamm und etwas unterhalb stehen die Sendeanlagen des Rundfunksenders Reutte-Hahnenkamm. Aufgrund dessen steht das Gipfelkreuz auf einem Vorgipfel einige hundert Meter südlich.

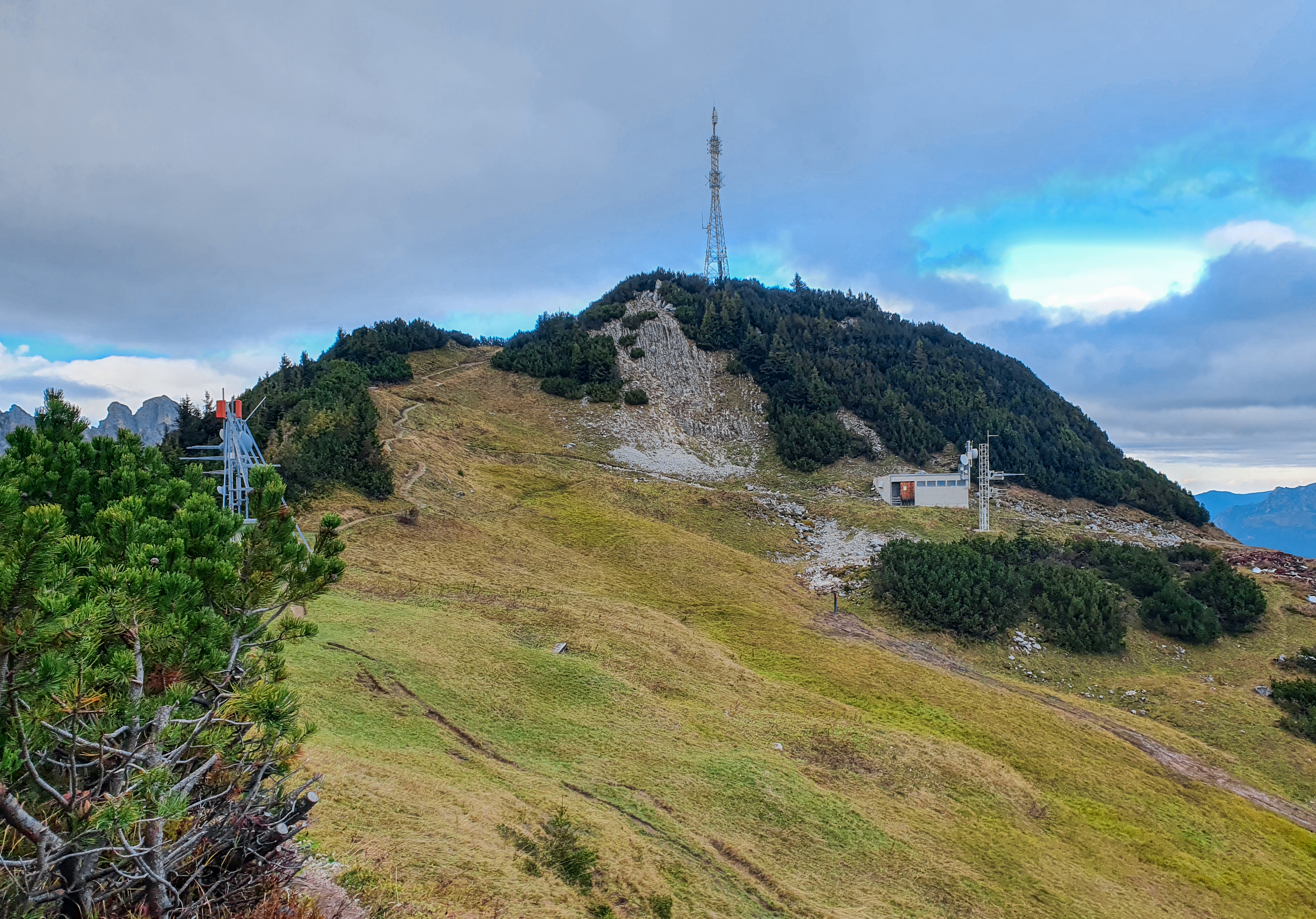
Gipfel mit Sender von Süden
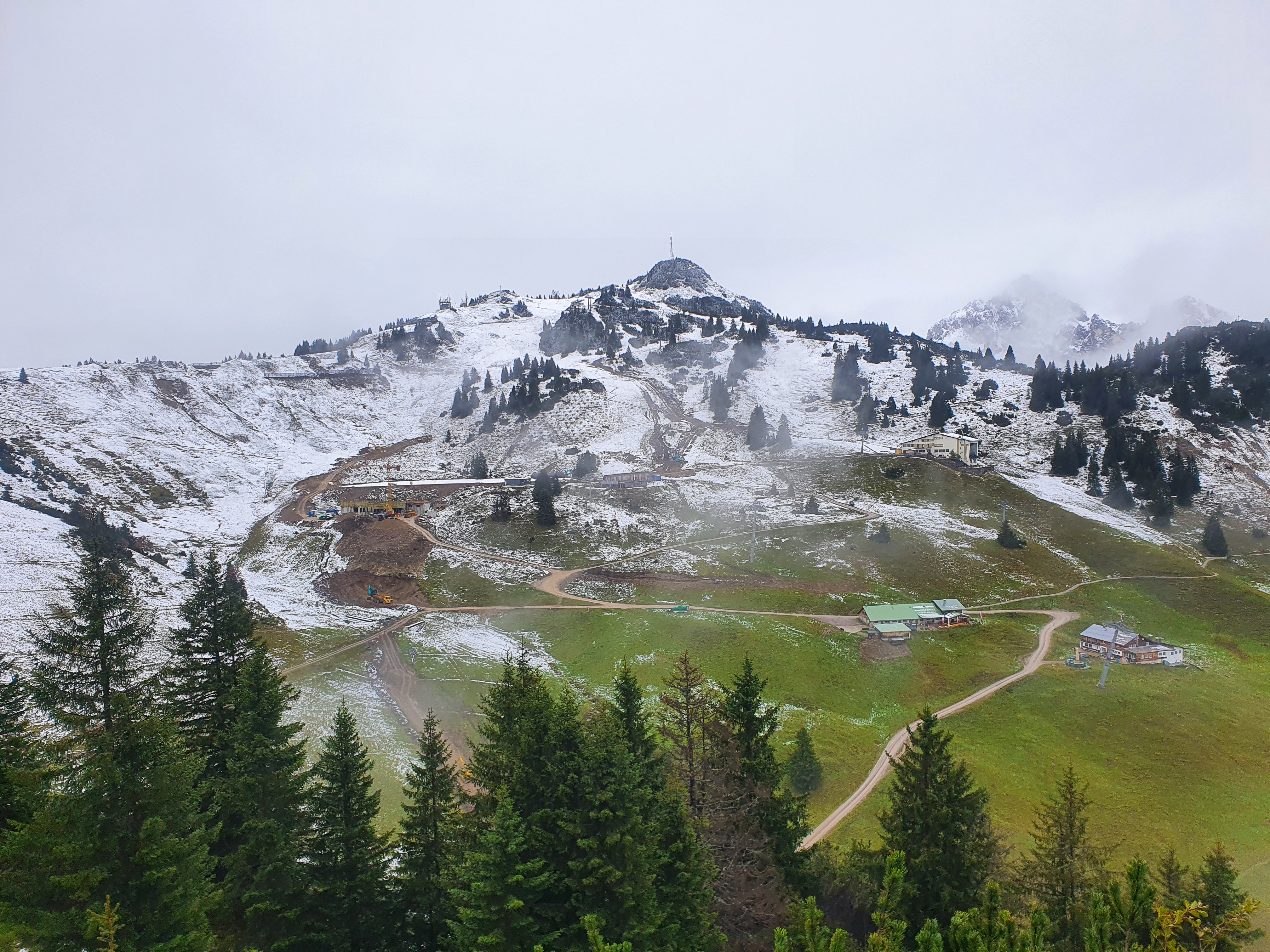
Ansicht von Südosten

## Anstiegsrouten
Ausgangspunkt für den Anstieg von Osten (Reuttener Becken) ist die Gemeinde Wängle (882 m) im Lechtal. Von dort führt der Weg über den Ortsteil Holz zur Cilly-Hütte (1585 m) und der im Sommer bewirteten Höfener Alm (1733 m). Alternativ geht es mit der Hahnenkamm-Kabinenbahn der Reuttener Bergbahnen zu der nur wenig höher gelegenen Bergstation. Von dort gelangt man über den Ostrücken zum Gipfel. Ausgangspunkt für den Anstieg von Westen ist die Gemeinde Nesselwängle (1136 m) im Tannheimer Tal. Der Weg führt über die im Sommer bewirtete Schneetalam (1650 m) zum Tiefjoch (1717 m). Von dort erreicht man über den Nordrücken den Gipfel. Von Süden führt ein Weg über die 1986 m hohe Gaichtspitze zum Gipfel. Ausgangspunkte dieses Anstiegs sind Weißenbach am Lech, der Weißenbacher Ortsteil Gaicht oder der Gaichtpass.